# Knippgierscheid
Knippgierscheid ist ein Ortsteil der Stadt Hennef (Sieg) im Rhein-Sieg-Kreis in Nordrhein-Westfalen. 

## Lage
Der Ort liegt in einer Höhe von 180 Metern über N.N. auf den Hängen des Westerwaldes, aber noch im Naturpark Bergisches Land. Im Nordosten liegt Hove, im Osten der ehemalige Basaltsteinbruch Eulenberg, im Südosten Eulenberg, im Südwesten Hanf und im Nordwesten Büllesfeld.

## Geschichte
1910 gab es in Knippgierscheid die Haushalte Tagelöhner Heinrich Hagen, Ackerer Wilhelm Limbach, Steinbrucharbeiter Peter Narres, Ackerer Karl Schmitz, Schuster Johann Vriesen, Ackerin Agnes Wallau und die Ackerer Johann, Johann Arnold, Johann Christian und Wilhelm Wallau.
Bis zum 1. August 1969 gehörte Knippgierscheid zur Gemeinde Uckerath, im Rahmen der kommunalen Neugliederung des Raumes Bonn wurde Uckerath, damit auch der Ort Knippgierscheid, der damals neuen amtsfreien Gemeinde „Hennef (Sieg)“ zugeordnet.